# Campionati mondiali di bob 1963
I Campionati mondiali di bob 1963, ventiduesima edizione della manifestazione organizzata dalla Federazione Internazionale di Bob e Skeleton, si sono disputati a Igls, in Austria, sulla Kunsteisbahn Bob-Rodel Igls, il tracciato dove si sarebbero tenute nell'anno successivo le gare di slittino e bob ai Giochi di Innsbruck 1964. Nella località tirolese tuttavia si era già tenuta la rassegna iridata del 1935, unicamente nel bob a due uomini, sebbene sul vecchio tracciato non più in uso dal 1960 quando vennero costruite due piste separate per il bob e per lo slittino, a loro volta utilizzate sino al 1973, anno in cui venne costruita la pista odierna. Igls ha quindi ospitato le rassegne iridate per la seconda volta nel bob a due uomini e per la prima nel bob a quattro.
L'edizione ha visto dominare l'Italia che si aggiudicò sia entrambe le medaglie d'oro che quelle d'argento sulle sei disponibili in totale, lasciando all'Austria e al Regno Unito i due bronzi. I titoli sono stati infatti conquistati nel bob a due uomini da Eugenio Monti e Sergio Siorpaes e nel bob a quattro da Sergio Zardini, Ferruccio Dalla Torre, Renato Mocellini e Romano Bonagura.

## Risultati

### Bob a due uomini
| Pos. | Atleti                         | Nazione                      | Tempo   | Distacco |
| ---- | ------------------------------ | ---------------------------- | ------- | -------- |
|      | Eugenio Monti Sergio Siorpaes  | Italia I                     | 4:27.04 |          |
|      | Sergio Zardini Romano Bonagura | Italia II                    | 4:29.98 | +2.94    |
|      | Anthony Nash Robin Dixon       | Regno Unito                  | 4:32.07 | +5.03    |
| 4    | nd                             | Austria II                   | 4:34.43 | +7.39    |
| 5    | nd                             | Austria I                    | 4:35.60 | +8.56    |
| 6    | nd                             | Stati Uniti I                | 4:37.21 | +10.17   |
| ...  | nd                             | nd                           | nd      | nd       |
| 9    | Hans Maurer Rupert Grassegger  | Squadra Unificata Tedesca II | nd      | nd       |

### Bob a quattro
| Pos. | Atleti                                                                | Nazione                      | Tempo   | Distacco |
| ---- | --------------------------------------------------------------------- | ---------------------------- | ------- | -------- |
|      | Sergio Zardini Ferruccio Dalla Torre Renato Mocellini Romano Bonagura | Italia I                     | 4:19.34 |          |
|      | Angelo Frigerio Mario Pallua Luigi De Bettin Sergio Mocellini         | Italia II                    | 4:20.56 | +1.22    |
|      | Erwin Thaler Reinhold Durnthaler Josef Nairz Adolf Koxeder            | Austria I                    | 4:21.09 | +1.75    |
| 4    | nd                                                                    | Regno Unito I                | 4:22.24 | +2.90    |
| 5    | nd                                                                    | Squadra Unificata Tedesca I  | 4:22.30 | +2.96    |
| 6    | nd                                                                    | Squadra Unificata Tedesca II | 4:22.42 | +3.08    |
| 7    | nd                                                                    | Stati Uniti II               | 4:22.66 | +3.32    |
| 8    | nd                                                                    | Stati Uniti I                | 4:23.22 | +3.78    |
| 9    | nd                                                                    | Canada I                     | 4:24.37 | +5.03    |
| 10   | nd                                                                    | Austria II                   | 4:24.80 | +5.46    |

## Medagliere
| Posizione | Nazione     | Oro | Argento | Bronzo | Totale |
| --------- | ----------- | --- | ------- | ------ | ------ |
| 1         | Italia      | 2   | 2       | 0      | 4      |
| 2         | Austria     | 0   | 0       | 1      | 1      |
| 3         | Regno Unito | 0   | 0       | 1      | 1      |
| Totale    | Totale      | 2   | 2       | 2      | 6      |